# Claude Pepper
Claude Denson Pepper (Dudleyville, 8 settembre 1900 – Washington, 30 maggio 1989) è stato un politico statunitense.
Ha rappresentato la Florida nel Senato degli Stati Uniti dal 4 novembre 1936 al 3 gennaio 1951, ed è stato membro della Camera dei rappresentanti dal 3 gennaio 1963 fino alla sua morte il 30 maggio 1989.
Nel 2000, lo United States Postal Service ha emesso una serie di francobolli in onore del senatore Pepper.

## Biografia
Claude Pepper è nato a Dudleyville, nella Contea di Chambers, in Alabama, in una baracca appartenente ai genitori colpiti dalla povertà. Era figlio di Lena Corine (nata Talbot) e Joseph Wheeler Pepper. Pepper ha frequentato la scuola a Camp Hill ed è diventato insegnante a Dothan. Ha poi lavorato in una acciaieria a Birmingham prima di iniziare gli studi presso l'Università dell'Alabama. Dopo la laurea nel 1921 Pepper ha frequentato la Harvard Law School, laureandosi nel 1924. Ha brevemente insegnato diritto presso l'Università dell'Arkansas e poi si trasferì a Perry, dove ha aperto uno studio legale. È stato eletto alla Camera dei Rappresentanti della Florida nel 1929. Successivamente si trasferì a Tallahassee.

### Carriera politica

#### Senato degli Stati Uniti
Pepper ha perso nelle primarie democratiche per il Senato degli Stati Uniti nel 1934, ma ha vinto in una speciale elezione nel 1936 in seguito della morte del senatore Duncan U. Fletcher. Al Senato, Pepper è diventato uno stretto alleato del presidente Franklin Roosevelt. Era insolitamente intelligente e malizioso, e, collaborando con i sindacati, era spesso il portavoce delle forze liberali di sinistra al Senato. La sua campagna era fondata su un disegno di legge basato sul rapporto tra ore/salari, che divenne ben presto il Fair Labor Standards Act del 1938. Ha appoggiato la legge Lend-Lease. Pepper è rimasto al Senato fino al 1951.

#### Camera dei Rappresentanti
Nel 1962 Pepper è stato eletto nella Camera dei Rappresentanti da un distretto appena creato intorno a Miami a causa della crescita della popolazione nella zona. Egli vi rimase fino alla sua morte nel 1989. Nonostante nella sua gioventù simpatizzasse per la sinistra, Pepper andò contro gli ideali di Fidel Castro e appoggiò i contras in Nicaragua.
Nei primi anni del 1970, Pepper ha presieduto la commissione sulla criminalità poi, nel 1977, divenne presidente della nuova House Permanent Select Committee on Aging , un comitato riguardante i programmi di sicurezza sociale. Riuscì a rafforzare il programma Medicare. Nel 1980 ha lavorato con Alan Greenspan in una grande riforma del sistema di sicurezza sociale che ha mantenuto la sua solvibilità aumentando lentamente l'età pensionabile. Nei suoi ultimi anni, Pepper, che abitualmente iniziava ogni giorno mangiando una ciotola di zuppa di pomodoro con i cracker e con apparecchi acustici in entrambe le orecchie, continuava a rimanere una figura importante e spesso idolatrato nella Camera.

## Premi

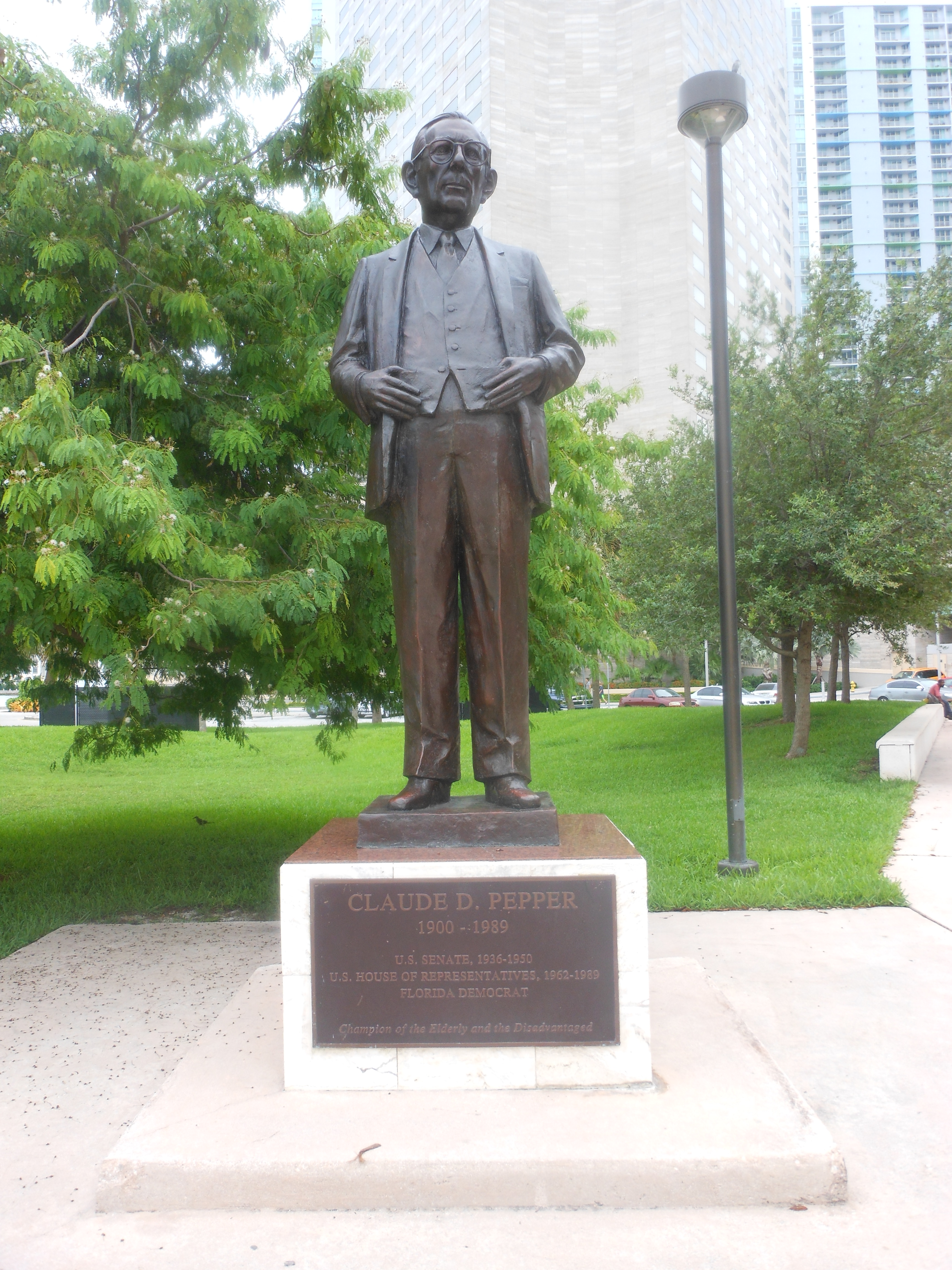
Statua di Claude Pepper a Miami

Nel 1982, Pepper ha ricevuto l'Award for Greatest Public Service Benefiting the Disadvantaged, un premio assegnato annualmente dal Jefferson Awards.